# Polyphaenis albibasis
Polyphaenis albibasis är en fjärilsart som beskrevs av W. Warren 1911. Polyphaenis albibasis ingår i släktet Polyphaenis och familjen nattflyn. Inga underarter finns listade i Catalogue of Life.